# Oficina de las Naciones Unidas en Nairobi

Logotipo de la Oficina de la ONU en Nairobi

La Oficina de las Naciones Unidas en Nairobi (UNON, por sus siglas en inglés) es uno de los 4 sitios principales de oficina de las Naciones Unidas donde numerosas agencias de las Naciones Unidas tienen una presencia conjunta. Establecida en 1996, es la sede de la ONU en África.
En noviembre de 2004, el Consejo de Seguridad de las Naciones Unidas se reunió allí para discutir sobre la situación en el sur y el oeste de Sudán.

## La sede
El complejo de edificios está ubicado junto al Bosque Karura en el distrito Gigiri de Nairobi, a lo largo de la Avenida de las Naciones Unidas. Se encuentra cerca de la Embajada de Estados Unidos en Kenia.
El complejo de la ONU contiene un edificio «verde», que alberga las oficinas del PNUMA y de ONU-Habitat. El edificio es el primero de su tipo en África, reciclando agua y utilizando luz natural para reducir la dependencia de la iluminación artificial. Además, el edificio está diseñado para utilizar el flujo natural de aire como reemplazo del aire acondicionado, y contiene paneles solares para generar toda la energía que el edificio podría consumir. Fue inaugurado el 31 de marzo de 2011 por el secretario general de la ONU Ban Ki-moon y el presidente de Kenia Mwai Kibaki.
El complejo de oficinas también puede ser visitado por el público, en forma de visitas guiadas con reserva previa, proporcionadas por el Servicio de Visitantes de las Naciones Unidas. Los tours están disponibles durante las horas de oficina cada día, en varios idiomas como inglés, chino, alemán, francés y suajili.

## Agencias constituyentes
Las agencias de la ONU que tienen su sede en Nairobi son el Programa de las Naciones Unidas para el Ambiente (PNUMA) y el Programa de Naciones Unidas para los Asentamientos Humanos (ONU-Habitat).  
Entre las agencias de la ONU que tienen presencia en Nairobi están la FAO, la OACI, la OIT, la Organización Marítima Internacional, el FMI, ONU Mujeres, el PNUD, la Oficina de Naciones Unidas contra la Droga y el Delito, la UNESCO, el ACNUR, la Organización de las Naciones Unidas para el Desarrollo Industrial, la UNICEF, la Oficina de Naciones Unidas para la Coordinación de Asuntos Humanitarios (OCHA), el Fondo de Población de las Naciones Unidas (UNFPA), el Banco Mundial, el Programa Mundial de Alimentos y la OMS.

## Directores generales
UNON está encabezada por un director general, un funcionario de las Naciones Unidas a nivel de Secretario General Adjunto.
- Klaus Töpfer (Alemania), 1998-2006
- Anna Tibaijuka (Tanzania), 2006–2009
- Achim Steiner (Brasil), 2010-2011
- Sahle-Work Zewde (Etiopía), 2011–2018[8]
- Hanna Tetteh (Ghana), 2018- [9]